# Ferdinando Scala
Pour les articles homonymes, voir Scala.
Ferdinando Scala (né le 24 mai 1969) est un biologiste et historien italien, spécialisé en stratégie et histoire militaire.

## Biographie
Né à Portici, Ferdinando Scala passe sa première année de vie à Foggia, où son père est sous-officier de l'armée de l'air italienne, puis il s'installe à San Giorgio a Cremano, qu'il considère comme sa ville natale. Ici, il fréquente le primaire et le collège, puis il passe les deux premières années du lycée au Liceo Classico Statale Quinto Orazio Flacco de Portici.
Cadet de la classe 1984-1987 de l'école militaire Nunziatella de Naples, il étudie avec Francesco Forlani, Antonio Mele, Marco Mattiucci, Valerio Gildoni et Antonio De Crescentiis. Admis à l'Académie militaire de Modène comme élève-officier de la classe 169º, il démissionne et s'inscrit comme étudiant en sciences biologiques à l'Université de Naples - Frédéric-II.
Diplômé summa cum laude en mars 1995, il effectue un an de travaux de recherche au CNR- ISPAIM institut d'Ercolano, puis en janvier 1997 il remporte une bourse de recherche annuelle et il est affecté au Centre d’Écologie Fonctionnelle et Évolutive, un institut du CNRS de Montpellier. Au cours de cette période, il mène une activité de recherche dans le domaine des applications de la Télédétection par satellite et aéroportée à la surveillance de l'environnement, en collaboration avec le Centre commun de recherche de la Commission européenne et le DLR. Il collabore en outre avec l'Agence spatiale européenne à la mission ENVISAT et participe en tant qu'auteur à la communication nationale italienne sur la lutte contre la désertification dans le cadre de la CNULD.
Ayant abandonné sa carrière scientifique, il rejoint en 1998 l'industrie pharmaceutique, où il occupe des postes en Italie et à l'étranger dans le marketing et les ventes pour Abbott, Menarini, Takeda, Serono, Bristol-Myers Squibb, Allergan, et vivant entre Florence, Rome et Dublin. En 2010, il rejoint le conseil en management chez Publicis Groupe, également dans le secteur pharmaceutique, travaillant au niveau mondial pour Healthware International en tant que directeur de la stratégie. Depuis 2014, il enseigne le marketing et la gestion pharmaceutique à Alma Laboris Business School à Rome. En 2020, il a commencé à travailler en tant que contributeur au magazine de sécurité et de technologie de l'information Infosec.news, fondé par Umberto Rapetto.
Il commence à publier dans le domaine de l'histoire militaire en 2016, apportant une contribution monographique à l'histoire de l'école militaire Nunziatella après avoir découvert l'absence de nom sur le monument aux morts de l'Académie inauguré en 1920. En 2018, après cinq ans de recherche, il publie un volume biographique sur le général Armando Tallarigo, commandant d'abord du 152e régiment d'infanterie puis de la brigade Sassari pendant la Première Guerre mondiale. Dans cet ouvrage, présenté au Festival international èStoria de Gorizia il ramène à la réalité historique les événements racontés par Emilio Lussu dans le volume Les Hommes contre (Uomini contro), puis repris sous forme fictive de Francesco Rosi dans le film homonyme,. En 2019, il a publié avec les historiens Paolo Gaspari et Paolo Pozzato le volume encyclopédique I generali italiani della Grande guerra, C-Z (Les généraux italiens de la Grande guerre, C-Z), une contribution importante à l'historiographie de la Première Guerre mondiale sur le front italien, publié en collaboration avec le Bureau historique de l'état-major général de l'Armée de terre italienne. L'année suivante, il participe au volume La religion civile d'un peuple, consacré à la réévaluation de la contribution italienne à la Grande Guerre à travers les monuments qui recueillent les morts, et à la réinterprétation de la Première Guerre mondiale comme un moment fondamental pour la construction de la nation,.
Depuis 2020, il est membre de la Société italienne d’histoire militaire et ses recherches sont axés sur l'histoire des carabiniers et la relation entre les hiérarchies militaires et le fascisme.

## Livres
- Ferdinando Scala, Il caduto dimenticato - la breve Grande Guerra di Federico Mensingher. Associazione Nazionale Ex Allievi Nunziatella, 2016.
- Ferdinando Scala, Il generale Armando Tallarigo - dalla leggenda della Brigata Sassari al dopoguerra. Gaspari Editore, Udine 2018. (ISBN 978-88-7541-597-6)
- Paolo Gaspari, Paolo Pozzato, Ferdinando Scala, I generali italiani della Grande guerra, Atlante biografico C-Z. Gaspari Editore, Udine 2019. (ISBN 978-88-7541-409-2)
- Paolo Gaspari, Paolo Pozzato, Ferdinando Scala, I generali: Emanuele Filiberto di Savoia-Aosta, Antonio Edoardo Chinotto, Tommaso Monti, Giuseppe Paolini, Giovanni Prelli, Fulvio Riccieri, Ferruccio Trombi, Achille Papa, Alceo Cattalochino. Dans: AA. VV. La religione civile di un popolo. Carso, Redipuglia, Oslavia, il cimitero degli Eroi di Aquileia. Gaspari Editore, Udine 2020. (ISBN 978-88-7541-710-9)
- Ferdinando Scala, La Nunziatella nella Grande Guerra 1915-1918 - I generali. Associazione Nazionale Ex Allievi Nunziatella, Napoli, 2021..